# ゲイシャ・アルカンジョ
ゲイシャ・アルカンジョ（Geísa Rafaela Arcanjo、1991年9月19日 - ）は、ブラジルの女子陸上競技選手。専門は砲丸投、円盤投。リオグランデ・ド・ノルテ州pt:Cabo de São Roque出身。

## 自己ベスト
- 砲丸投 - 19m02  (2012年8月6日、ロンドン)
- 円盤投 - 53m30  (2010年5月1日、サンパウロ)